# Naia
Naia – najstarszy kompletnie zachowany szkielet człowieka w Ameryce, odnaleziony na dnie jaskini w Hoyo Negro niedaleko Tulum na półwyspie Jukatan. Wiek znaleziska szacowany jest na 12-13 tys. lat. Są to szczątki dziewczynki w wieku około 15 lat. Nazwę „Naia” naukowcy nadali na cześć greckich nimf wodnych najad. 

## Geneza i badania
Na podstawie badań naukowcy stwierdzili, że Naja miała około 1,5 metra wzrostu, natomiast wiek określono na podstawie rozwoju kości i zębów. Przypuszcza się, że dziewczynka wpadła do leja krasowego (cenote) wypełnionego wodą. Ze względu na ograniczone opady i brak rzek, cenotes były dla pobliskich mieszkańców podstawowym źródłem wody. 
Analiza szkieletu dokonana bezpośrednio na miejscu znaleziska (bezpieczne wydobycie kompletnego szkieletu Nai było niemożliwe) wykazała, że współcześni Indianie to potomkowie pierwszych paleoamerykanów, którzy przeszli na kontynent z Syberii. Do dalszych badań z jaskini wydobyto dwa zęby Nai, żebro oraz próbkę osadów mineralnych, które zebrały się na jej kościach. Z jednego z zębów pobrano mitochondrialny DNA, które wykazuje podobieństwa do współczesnych rdzennych Amerykanów.
Na niejscu znaleziska natrafiono również na szczątki 26 innych dużych ssaków – w tym tygrysa szablozębnego.